# Велкопоповицкий Козел
Велкопопо́вицкий Ко́зел (чеш. Velkopopovický Kozel) — чешское пиво низового брожения, выпускающееся с 1874 года в селе Вельке-Поповице Среднечешского края.

## Описание
Оригинальное пиво варится на заводе Pivovar Velké Popovice, входящем в группу Plzeňský Prazdroj, принадлежащую компании Asahi. На чешской пивоварне для охмеления всех сортов используется горько-ароматный жатецкий хмель Premiant.
За пределами Чехии производится по лицензии в Венгрии, Польше, России, Словакии, Молдавии, Казахстане, Украине. Выпускается в стеклянных бутылках 0,5, 0,45 (в России, в Казахстане) и 0,7 литра и в алюминиевых банках 0,5, 0,45 (в России, в Казахстане) литра.
В рейтинге от Brand Finance эта марка пива в 2020 году занимала 38-е место.

## Ассортимент
На октябрь 2023 года в Чехии варятся следующие сорта:
- Kozel Nealko (алкоголь до 0,5 % объёма)
- Kozel 10 (алкоголь 4,2 % объёма)
- Kozel 11 (4,6 % об.)
- Kozel Mistrův ležák (4,8 % об.)
- Kozel Černý (3,7 % об.)
- Kozel Řezaný (4,7 % об.)

## В культуре
Пиво упоминается в романе Ярослава Гашека «Похождения бравого солдата Швейка»: когда Швейк и сапер Водичка прощаются, между ними происходит следующий диалог:

Они отошли ещё дальше, и вдруг из-за угла второго ряда домов донесся голос Водички:

— Швейк! Швейк! Какое «У чаши» пиво?

Как эхо, отозвался ответ Швейка:

— Великопоповицкое!

— А я думал, смиховское! — кричал издали сапер Водичка.— 

## Иллюстрации

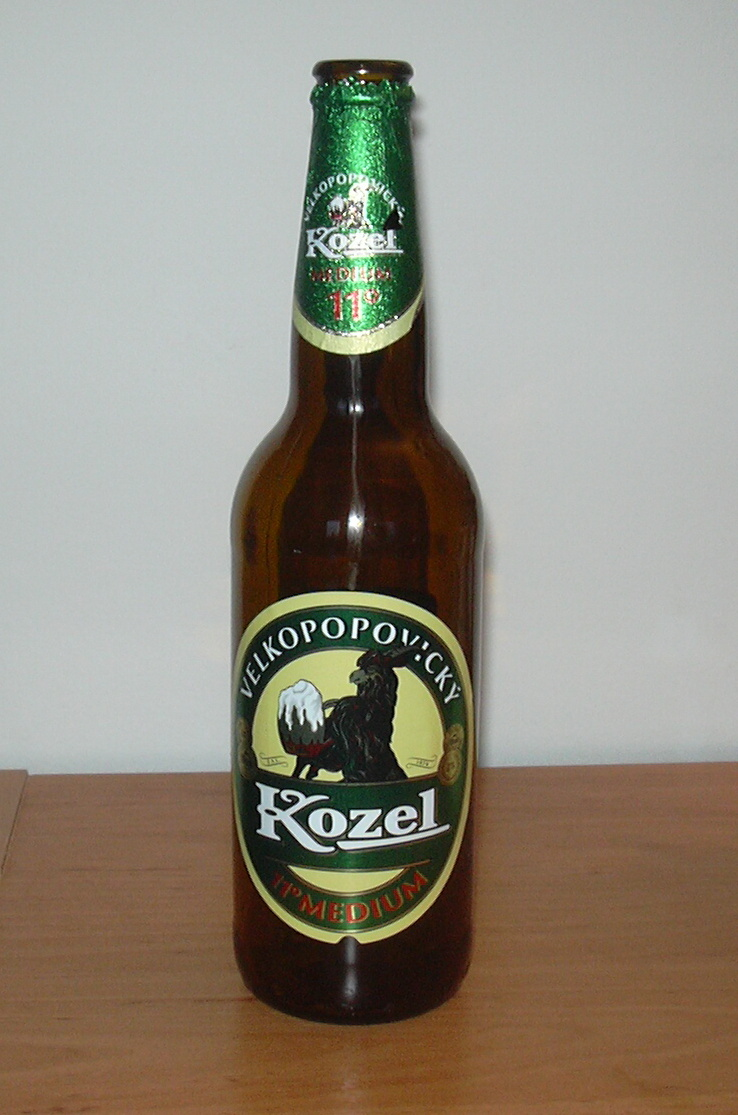
Стеклянная бутылка Medium 50 cl
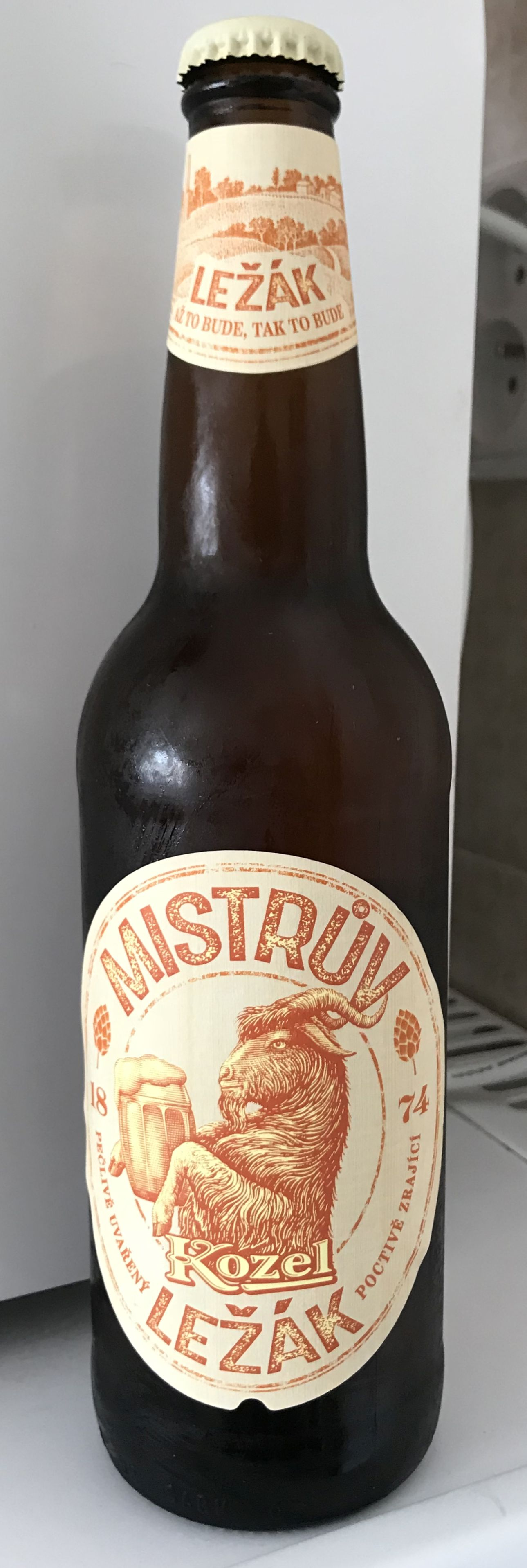
Стеклянная бутылка Mistrův ležák 50 cl
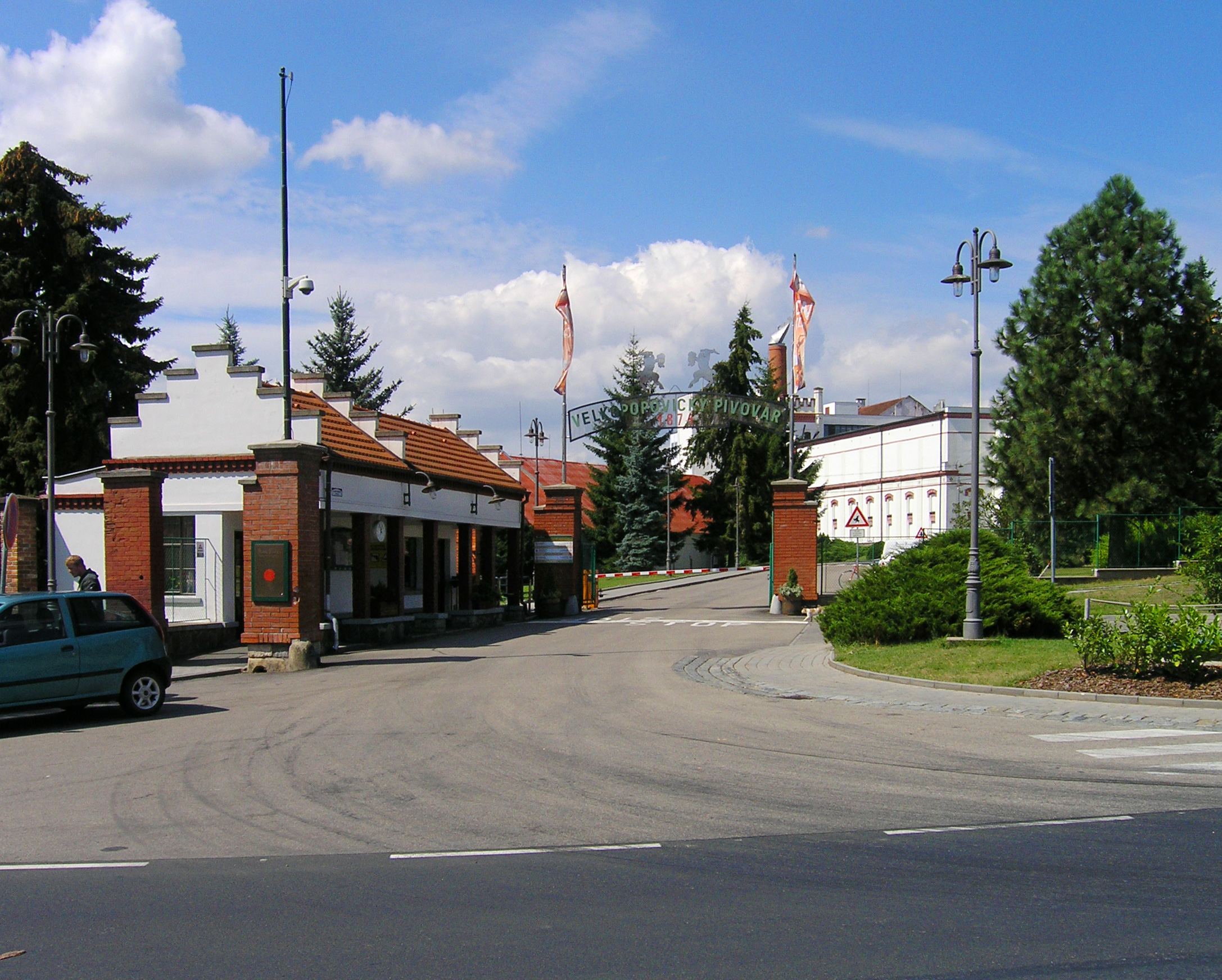
Главные ворота пивоварни в Велке-Поповице